# Стовпне
Стовпне́ —  село в Україні, у Поліській селищній територіальній громаді Вишгородського району Київської області. Населення становить 17 осіб.  

## Історія
19 липня 2020 року, в результаті адміністративно-територіальної реформи та ліквідації Поліського району, село увійшло до складу новоутвореного Вишгородського району.   
З лютого по квітень 2022 року було окуповане російськими військами внаслідок вторгнення 2022 року. 